# Bad Breisig
Bad Breisig település Németországban, Rajna-vidék-Pfalz tartományban. Lakosainak száma 9655 fő (2023. december 31.).

## Népesség
A település népességének változása:
| Lakosok száma | 6235 | 9240 | 9369 | 9460 | 9671 | 9740 | 9655 |
|               | 1975 | 2015 | 2017 | 2019 | 2021 | 2022 | 2023 |